# Skrzydła orłów
Skrzydła orłów – (ang. The Wings of Eagles) – amerykański dramat wojenny z 1957 roku w reżyserii Johna Forda. Film jest oparty na prawdziwej historii Franka Weada, pilota amerykańskiej marynarki wojennej, w którego rolę wcielił się John Wayne. Jest to także hołd oddany Weadeowi przez Forda, który był jego przyjacielem.

## Obsada
- John Wayne – Frank W. „Spig” Wead
- Dan Dailey – „Jughead” Carson
- Maureen O’Hara – Minnie Wead
- Ward Bond – John Dodge
- Ken Curtis – John Dale Price
- Edmund Lowe – admirał Moffett
- Kenneth Tobey – kapitan Herbert Allen Hazard
- James Todd – Jack Travis
- Barry Kelley – kapitan Jock Clark
- Sig Ruman – Manager
- Henry O’Neill – kapitan Spear
- Willis Bouchey – Barton
- Dorothy Jordan – Rose Brentmann

## Fabuła
Akcja filmu rozpoczyna się wkrótce po zakończeniu I wojny światowej. Amerykański pilot, Frank Wead stara się udowodnić dowódcom marynarki wojennej znaczenie lotnictwa podczas walki. Aby to zrobić przekonuje ich do zorganizowania serii wyścigów i zawodów wytrzymałościowych z siłami lądowymi, na czele których staje kapitan Herbert Allen Hazard.
Przygotowując się do rywalizacji Wead większość czasu spędza ze swoją drużyną, ćwicząc latanie lub jazdę konną, zaniedbując jednocześnie swoją żonę Minnie oraz dzieci. Zostaje również awansowany na dowódcę skoczków spadochronowych, jednak pewnej nocy spada ze schodów w swoim domu i doznaje poważnego paraliżu. To wydarzenie sprawia, że dotychczas  aktywny i pełen życia mężczyzna zaczyna popadać w depresję. Kiedy żona próbuje go pocieszyć odtrąca ją i całą rodzinę. Dopuszcza do siebie jedynie kolegów z marynarki, zwłaszcza Price’a  i Carsona, który niemal codziennie odwiedza go w szpitalu i zachęca do rehabilitacji. Próbuje go również zmobilizować do walki z depresją, nauki chodzenia oraz pisania. Wead z czasem osiąga znaczące postępy w leczeniu i nabiera pewności siebie.
Kiedy wybucha II wojna światowa powraca do czynnej służby w marynarce wojennej, gdzie rozwija swoje lotnicze pomysły. Niestety przed końcem wojny doznaje ataku serca i zostaje odesłany do domu.

## Ciekawostki
- W jednej ze scen zespoły biorą udział w lotniczym wyścigu dookoła świata, który wygrywa marynarka wojenna, zdobywając w ten sposób Puchar Schneidera(inne języki). W rzeczywistości amerykańska marynarka wygrała go w 1923 roku, podczas gdy siły lądowe pierwszy raz wzięły udział w wyścigu rok później[1].
- Inna scena pokazuje kronikę filmową, która sugeruje, że lotniskowiec USS Hornet zatonął po trafieniu w niego trzech samolotów kamikaze. W rzeczywistości trafiły go dwa samoloty oraz kilka bomb i torped, zanim został zatopiony przez japońskie niszczyciele. Dodatkowo w okresie kiedy zatonął Hornet, określenie „kamikadze” nie było jeszcze używane w odniesieniu do pilotów samobójców[1].
- Postać Johna Dodge’a jest fikcyjnym odpowiednikiem Johna Forda. Wiele przedmiotów znajdujących się w jego biurze wypożyczył Ford[2].